# ماریلا راپولد
ماریلا راپولد (انگلیسی: Mariella Rappold؛ زادهٔ ۲۵ اکتبر ۱۹۸۷) بازیکن فوتبال اهل اتریش است.
وی همچنین در تیم ملی فوتبال زنان اتریش بازی کرده‌است.